# Zilah Abramo
Zilah Wendel Abramo (São Paulo, 16 de dezembro de 1926 — 16 de agosto de 2018) foi cientista social, professora universitária e militante politica brasileira. Atuou principalmente durante a ditadura militar no Brasil, tendo participado do Comitê Brasileiro pela Anistia (CBA-SP), e foi fundadora da Comissão de Mães em Defesa dos Direitos Humanos, e também foi uma das fundadoras do Partido dos Trabalhadores em 1980.

## Biografia
Nascida no dia 16 de dezembro de 1926 na cidade de São Paulo, filha de Silvano Wendell e Placídia Sayão Wendell.
Se formou em ciências sociais na Universidade de São Paulo (USP), e deu aula entre os anos de 1962 a 1964 na Universidade de Brasília (UNB) até o golpe militar de 64. Em 1952 se casou com Perseu Abramo, com quem teve 5 filhos: Laís, Mario, Helena, Bia e Marta Abramo.
Seu casamento com Perseu foi de 43 anos, até a morte de Perseu em 1996. No mesmo ano foi indicada para primeira direção da Fundação Perseu Abramo. Zilah foi vice-presidente de 1996 a 2003, presidenta do Conselho Curador de 2003 a 2012, e presidenta de honra até sua morte em 2018.
Zilah faleceu no dia 16 de agosto de 2018 segundo a Fundação Perseu Abramo em sua casa em São Paulo. Diversas lideranças e membros do Partido dos Trabalhadores dedicaram mensagens e homenagens a Zilah devido sua militancia politica durante a ditadura militar. Figuras como Dilma Roussef, Gleisi Hoffman, José Dirceu, dedicaram mensagens a Zilah.

## Ditadura Militar
Durante a ditadura militar Zilah desempenhou importante papel na resistência da esquerda brasileira ao regime militar no Brasil, tendo participado das greves do ABC, o movimento pela anistia, a fundação do Partido dos Trabalhadores.
Na década de 1970, Zilah foi membra do Comitê Brasileiro pela Anistia (CBA-SP) e do movimento pela redemocratização do país, e também foi fundadora da Comissão de Mães em defesa dos Direitos Humanos.
Zilah também frisava a importância de rememorar o passado e preencher as lacunas deixadas pela história. Por isso foi co-organizadora com Flamarion Maués do livro Pela Democracia, Contra o Arbítrio: A oposição democrática, do golpe de 1964 à campanha das Diretas Já, editado pela Fundação, uma coletânea de depoimentos e artigos publicados nas páginas especiais produzidas pela Fundação Perseu Abramo em seu portal.

## Referencias
1. 1 2  redacaonos. «6 mulheres que lutaram contra a Ditadura Militar no Brasil». Terra. Consultado em 2 de agosto de 2025
2. ↑  «Zilah Abramo, a vida entre pensamento, ação e devoção». CUT - Central Única dos Trabalhadores. Consultado em 7 de agosto de 2025
3. ↑  «Zilah: testemunhos de amizade e militância - Fundação Perseu Abramo». fpabramo.org.br. 17 de agosto de 2018. Consultado em 7 de agosto de 2025
4. ↑  «Zilah Abramo: uma estrela da resistência - Fundação Perseu Abramo». fpabramo.org.br. 16 de agosto de 2018. Consultado em 7 de agosto de 2025
5. ↑  «Zilah Abramo: uma estrela da resistência - Fundação Perseu Abramo». fpabramo.org.br. 16 de agosto de 2018. Consultado em 7 de agosto de 2025